# Belgiens bidrag i Eurovision Song Contest

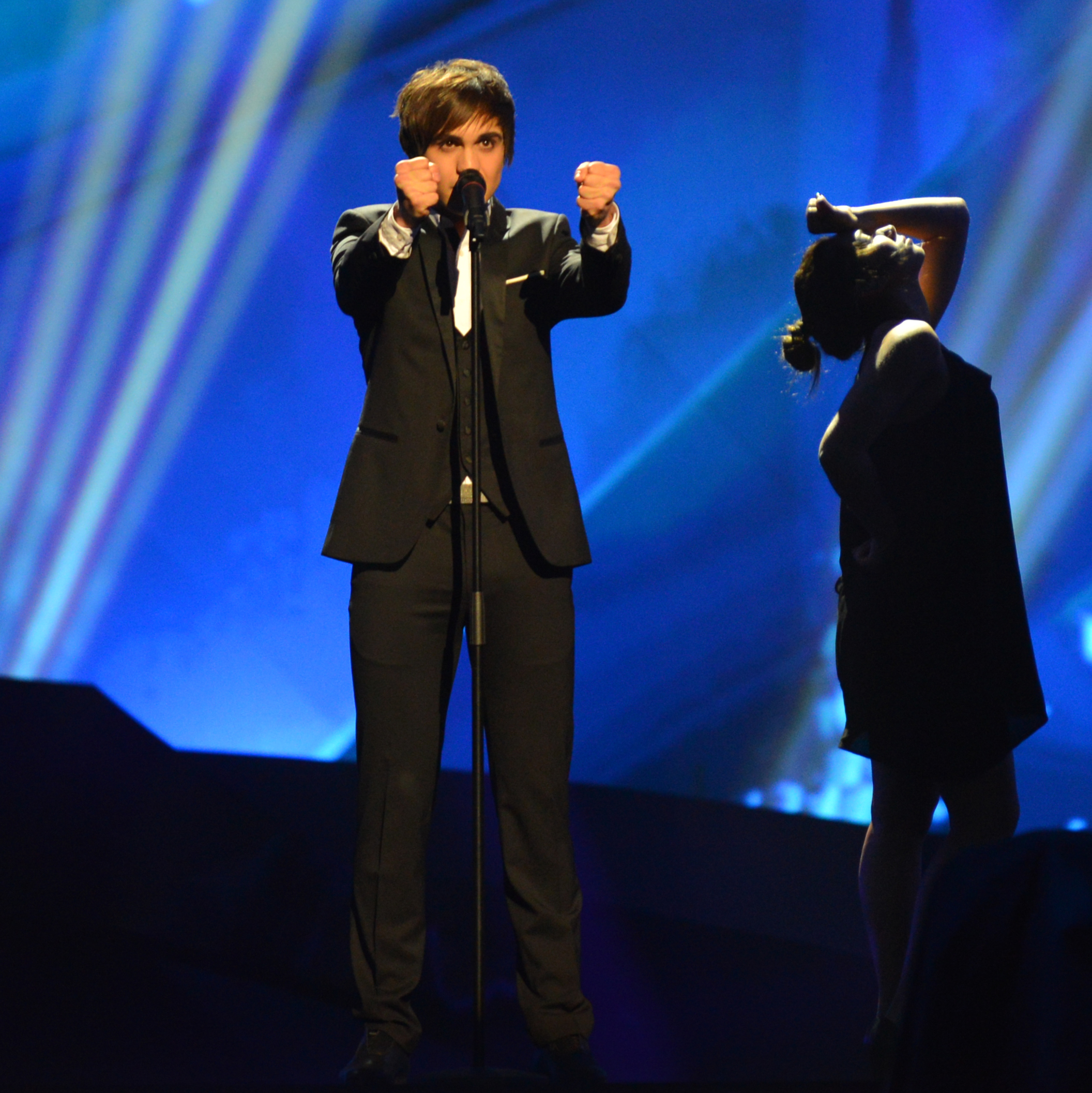
Roberto Bellarosa i Malmö 2013.

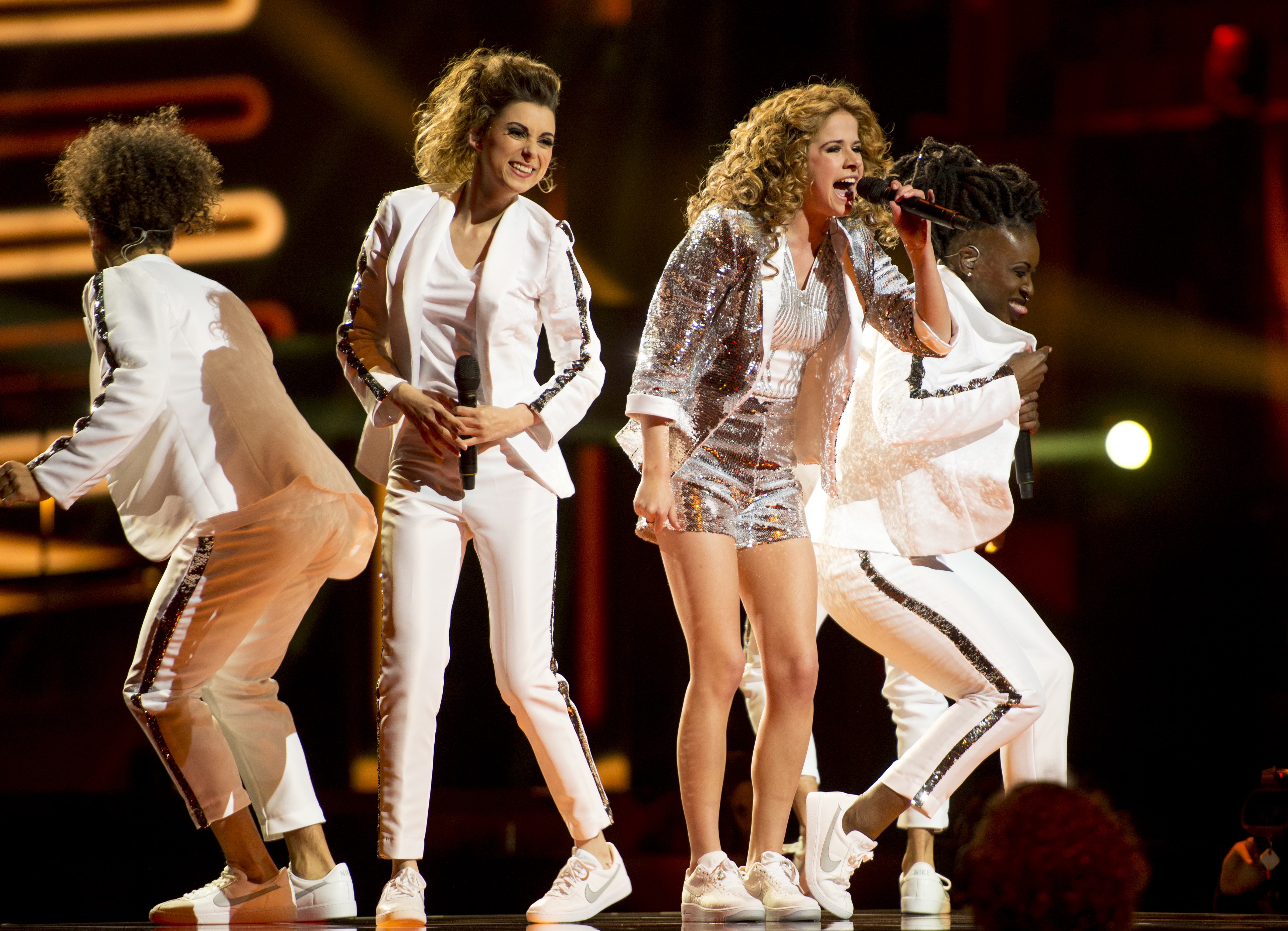
Laura Tesoro i Stockholm 2016.

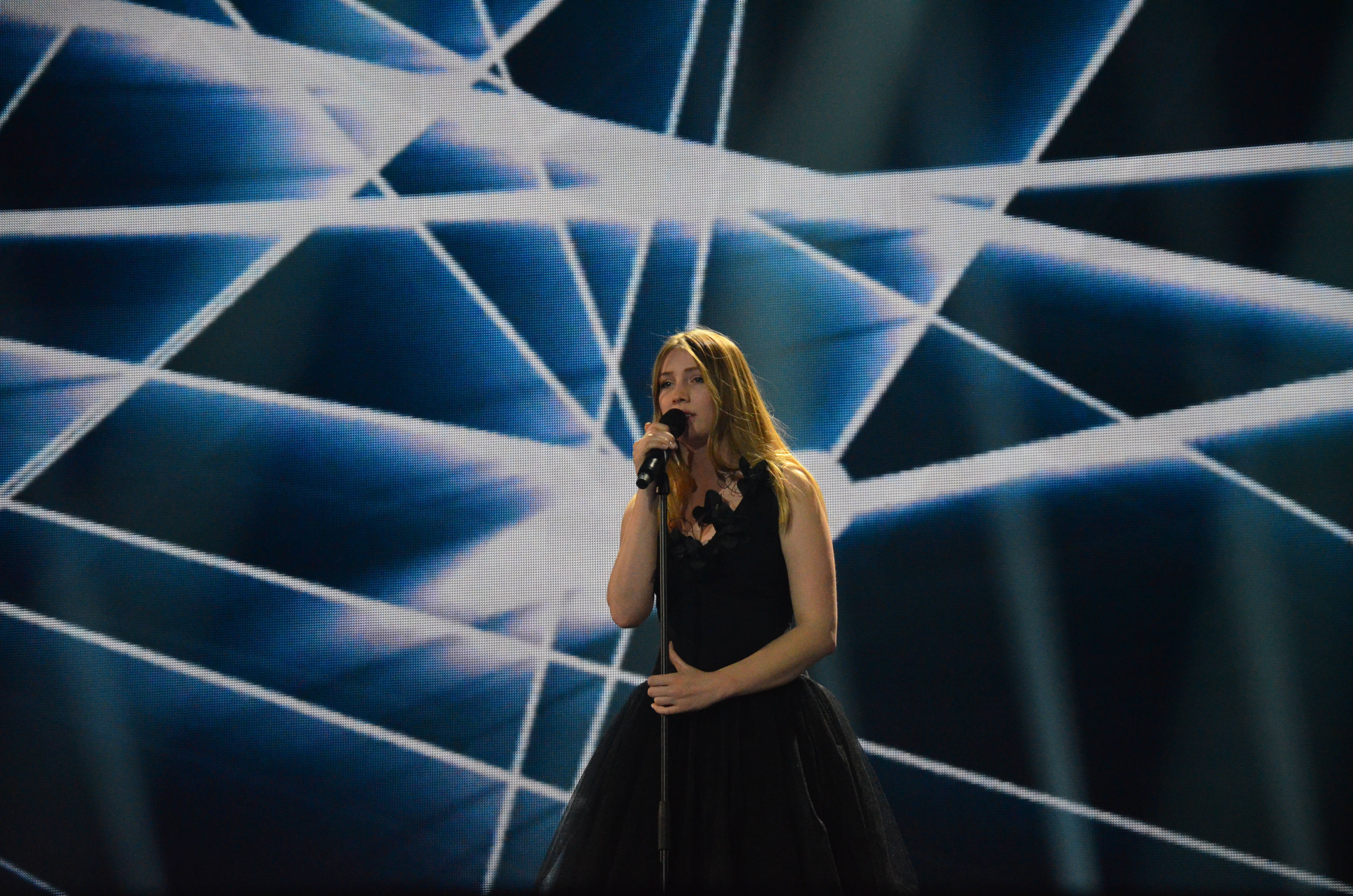
Blanche i Kiev 2017.

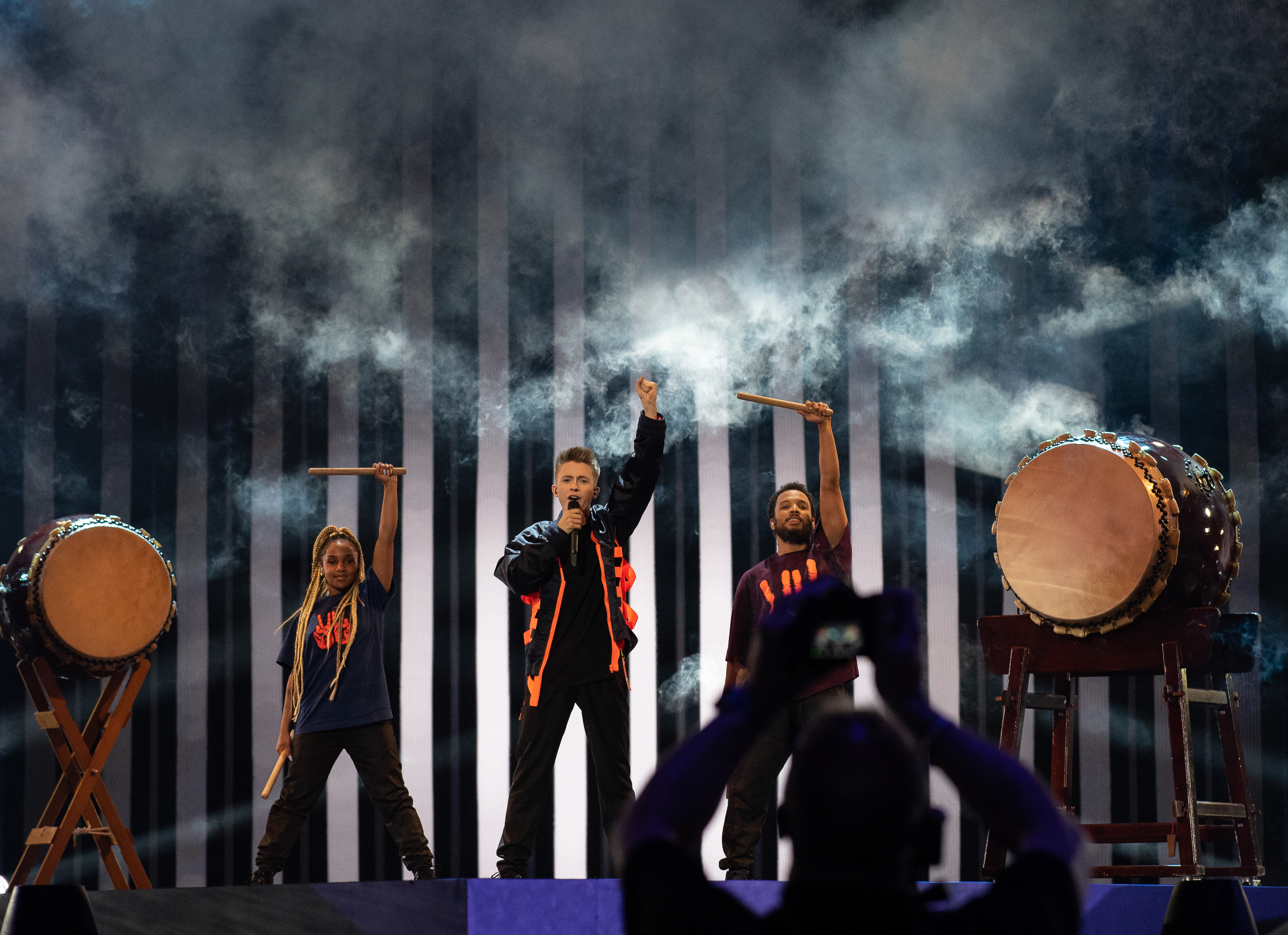
Eliot i Tel Aviv 2019.

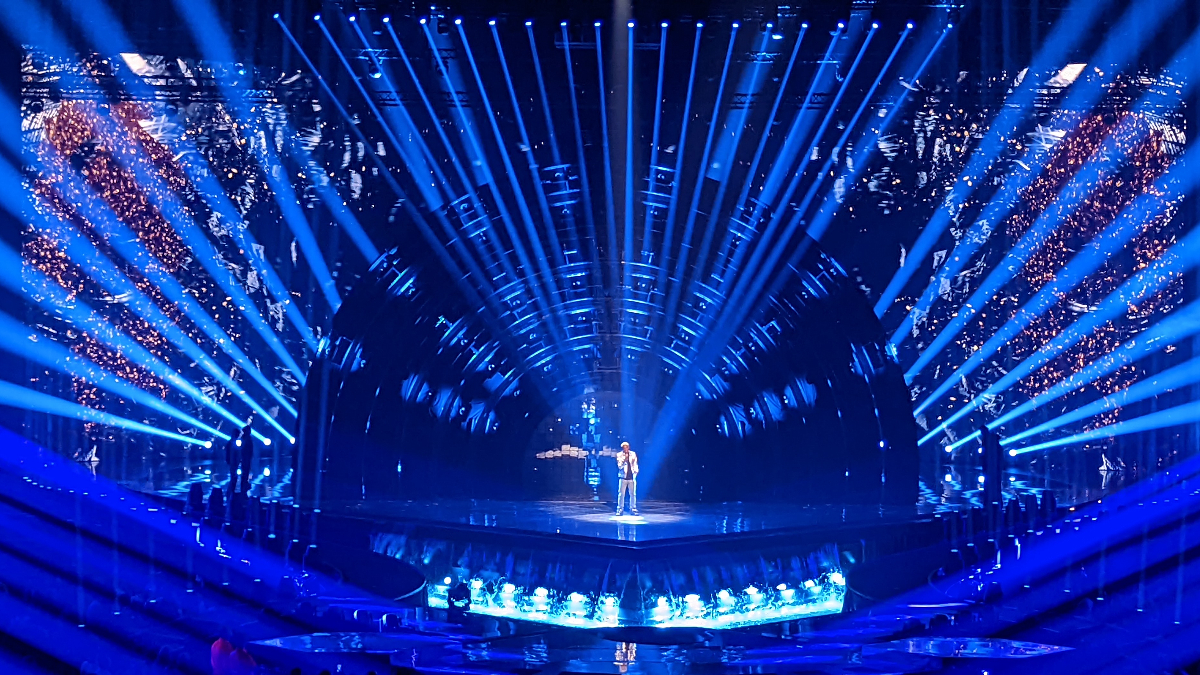
Jérémie Makiese i Turin 2022.

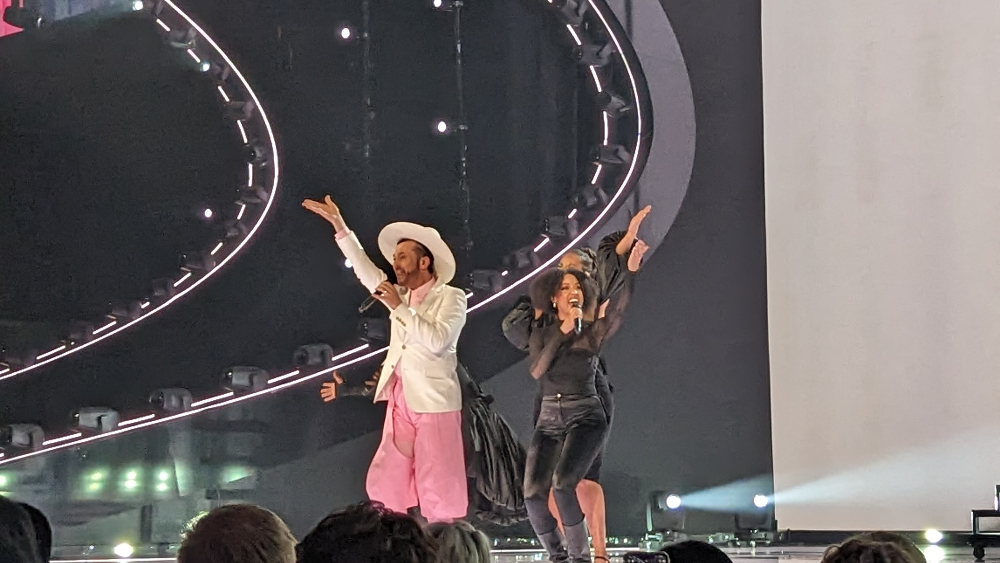
Gustaph i Liverpool 2023.

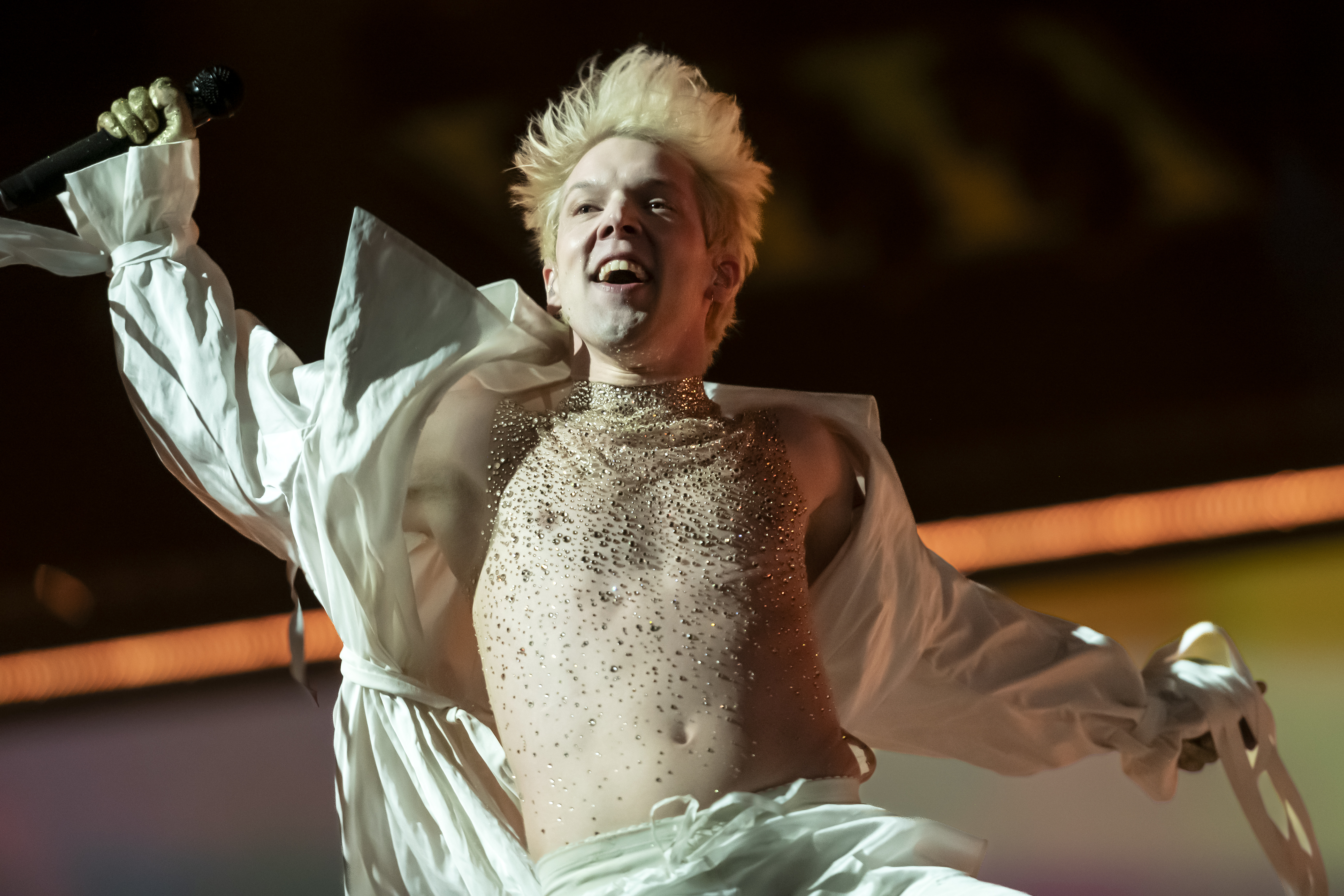
Mustii i Malmö 2024.

Belgien debuterade i Eurovision Song Contest 1956 och har till och med 2025 deltagit 66 gånger. Landet är ett av de ursprungliga sju länderna som deltog i den första upplagan. De enda länderna som har deltagit fler gånger än Belgien är Tyskland (67), Frankrike (66) och Storbritannien (66). 
Belgien har endast en vinst i tävlingen, 1986 då Sandra Kim vann med J'aime la Vie. Hon är tävlingens yngsta vinnare då hon endast var tretton år vid vinsten. På den tiden fanns ingen åldersgräns utan den kom först 1990 och efter det måste man vara minst 16 år för att få vara med i tävlingen. Förutom förstaplatsen 1986 har Belgien vid ytterligare två tillfällen nått pallplats, 1978 och 2003, då man slutade tvåa i finalen. 
På grund av att Belgien är en flerspråkig nation har man delat upp så att franskspråkiga RTBF och flamländskspråkiga VRT turas om att välja bidrag till tävlingen. Det har lett till att landet historiskt sjungit vartannat år på nederländska och vartannat år på franska. De flesta av landets bidrag har efter 1999 framfört sina låtar på engelska.

## Belgien i Eurovision Song Contest

### Historia
Belgien var ett av de sju länder som deltog i den första upplagan av Eurovision Song Contest som hölls 1956. Fram till vinsten 1986 var Belgiens bästa resultat tvåa i Paris 1978. Man hade också slutat sist vid sex tillfällen, däribland poänglöst 1962 och 1965. Efter vinsten 1986 nådde Belgien inga större framgångar. Under 1990-talet uteblev Belgien från tävlingen två gånger, 1994 och 1997. De dåvarande tävlingsreglerna innebar att länder som placerade sig sämre ett år fick avstå medverkan året därpå för att kunna göra plats åt andra länder som hade fått avstå året innan att delta. Då Belgien placerat sig lågt 1993 och 1996 blev detta utfallet. Samma sak inträffade igen 2001 då Belgien uteblev från tävlingen efter att ha kommit sist 2000. Under 1990-talet hamnade Belgien i topp tio vid ett tillfälle, 1998, då man kom sexa. Belgien var nära seger i finalen 2003, men blev i sista röstningsomgången förbipasserade av Turkiet. Noterbart är att Belgiens bidrag det året, "Sanomi" framförd av Urban Trad, framfördes på låtsasspråk vilket var första gången i tävlingens historia.
Vid semifinalens införande 2004 var Belgien det året direktkvalificerade till finalen tack vare Urban Trads andraplats året före. Enligt dåvarande system (2004—2007) direktkvalificerade sig samtliga topp-tio-länder till finalen året därpå. Det belgiska bidraget var förhandsfavorit till vinsten, men Xandee slutade 22:a i finalen med sju poäng. Belgien misslyckades att kvala sig till finalen samtliga år mellan 2005 och 2009. 2010 var det första gången på sex år som Belgien tog sig till finalen. Belgien slutade på sjätteplats i finalen och man hade dessutom vunnit sin semifinal. Belgien kvalade sig sen till finalen 2013 och hamnade då på tolfteplats i finalen. Belgien gjorde starkt ifrån sig mellan åren 2015–2017 där man slutade inom topp tio samtliga år. Bäst hamnande man på en fjärdeplats 2015 och 2017.

### Nationell uttagningsform
Belgien har genom åren använt olika sätt att välja bidraget för tävlingen. Metoderna som använts är bland annat; uttagningsprocess med semifinaler och final där både artist och bidrag väljs ut, en final där artist och bidrag väljs ut, artisten väljs ut internt medan bidraget utses genom en final där jury och/eller telefonröster avgör. Belgien har vid många tillfällen utsett både artist och bidraget helt internt av TV-bolagen. Sedan 2017 utses artist och bidrag internt.

## Resultattabell
| 1 | Vinnare                            |
| 2 | Andra plats                        |
| 3 | Tredje plats                       |
| ◁ | Sista plats                        |
| X | Ett bidrag valdes men tävlade inte |

| År               | Artist                        | Bidrag                            | Språk                  | Final              | Poäng              | Semi               | Poäng              |
| ---------------- | ----------------------------- | --------------------------------- | ---------------------- | ------------------ | ------------------ | ------------------ | ------------------ |
| 1956             | Fud Leclerc                   | "Messieurs les noyés de la Seine" | Franska                | 2                  | i.u.               | Inga semifinaler   | Inga semifinaler   |
| 1956             | Mony Marc                     | "Le plus beau jour de ma vie"     | Franska                | 2                  | i.u.               | Inga semifinaler   | Inga semifinaler   |
| 1957             | Bobbejaan Schoepen            | "Straatdeuntje"                   | Nederländska           | 8                  | 5                  | Inga semifinaler   | Inga semifinaler   |
| 1958             | Fud Leclerc                   | "Ma petite chatte"                | Franska                | 5                  | 8                  | Inga semifinaler   | Inga semifinaler   |
| 1959             | Bob Benny                     | "Hou toch van mij"                | Nederländska           | 6                  | 9                  | Inga semifinaler   | Inga semifinaler   |
| 1960             | Fud Leclerc                   | "Mon amour pour toi"              | Franska                | 6                  | 9                  | Inga semifinaler   | Inga semifinaler   |
| 1961             | Bob Benny                     | "September, gouden roos"          | Nederländska           | 15                 | 1                  | Inga semifinaler   | Inga semifinaler   |
| 1962             | Fud Leclerc                   | "Ton nom"                         | Franska                | 13                 | 0                  | Inga semifinaler   | Inga semifinaler   |
| 1963             | Jacques Raymond               | "Waarom?"                         | Nederländska           | 10                 | 4                  | Inga semifinaler   | Inga semifinaler   |
| 1964             | Robert Cogoi                  | "Près de ma rivière"              | Franska                | 10                 | 2                  | Inga semifinaler   | Inga semifinaler   |
| 1965             | Lize Marke                    | "Als het weer lente is"           | Nederländska           | 15                 | 0                  | Inga semifinaler   | Inga semifinaler   |
| 1966             | Tonia                         | "Un peu de poivre, un peu de sel" | Franska                | 4                  | 14                 | Inga semifinaler   | Inga semifinaler   |
| 1967             | Louis Neefs                   | "Ik heb zorgen"                   | Nederländska           | 7                  | 8                  | Inga semifinaler   | Inga semifinaler   |
| 1968             | Claude Lombard                | "Quand tu reviendras"             | Franska                | 7                  | 8                  | Inga semifinaler   | Inga semifinaler   |
| 1969             | Louis Neefs                   | "Jennifer Jennings"               | Nederländska           | 7                  | 10                 | Inga semifinaler   | Inga semifinaler   |
| 1970             | Jean Vallée                   | "Viens l'oublier"                 | Franska                | 8                  | 5                  | Inga semifinaler   | Inga semifinaler   |
| 1971             | Lily Castel & Jacques Raymond | "Goeiemorgen, morgen"             | Nederländska           | 14                 | 68                 | Inga semifinaler   | Inga semifinaler   |
| 1972             | Serge & Christine Ghisoland   | "À la folie ou pas du tout"       | Franska                | 17                 | 55                 | Inga semifinaler   | Inga semifinaler   |
| 1973             | Nicole & Hugo]                | "Baby, Baby"                      | Nederländska           | 17                 | 58                 | Inga semifinaler   | Inga semifinaler   |
| 1974             | Jacques Hustin                | "Fleur de liberté"                | Franska                | 9                  | 10                 | Inga semifinaler   | Inga semifinaler   |
| 1975             | Ann Christy                   | "Gelukkig zijn"                   | Nederländska, engelska | 15                 | 17                 | Inga semifinaler   | Inga semifinaler   |
| 1976             | Pierre Rapsat                 | "Judy et Cie"                     | Franska                | 8                  | 68                 | Inga semifinaler   | Inga semifinaler   |
| 1977             | Dream Express                 | "A Million in One, Two, Three"    | Engelska               | 7                  | 69                 | Inga semifinaler   | Inga semifinaler   |
| 1978             | Jean Vallée                   | "L'amour ça fait chanter la vie"  | Franska                | 2                  | 125                | Inga semifinaler   | Inga semifinaler   |
| 1979             | Micha Marah                   | "Hey Nana"                        | Nederländska           | 18                 | 5                  | Inga semifinaler   | Inga semifinaler   |
| 1980             | Telex                         | "Euro-Vision"                     | Franska                | 17                 | 14                 | Inga semifinaler   | Inga semifinaler   |
| 1981             | Emly Starr                    | "Samson"                          | Nederländska           | 13                 | 40                 | Inga semifinaler   | Inga semifinaler   |
| 1982             | Stella                        | "Si tu aimes ma musique"          | Franska                | 4                  | 96                 | Inga semifinaler   | Inga semifinaler   |
| 1983             | Pas de Deux                   | "Rendez-vous"                     | Nederländska           | 18                 | 13                 | Inga semifinaler   | Inga semifinaler   |
| 1984             | Jacques Zegers                | "Avanti la vie"                   | Franska                | 5                  | 70                 | Inga semifinaler   | Inga semifinaler   |
| 1985             | Linda Lepomme                 | "Laat me nu gaan"                 | Nederländska           | 19                 | 7                  | Inga semifinaler   | Inga semifinaler   |
| 1986             | Sandra Kim                    | "J'aime la vie"                   | Franska                | 1                  | 176                | Inga semifinaler   | Inga semifinaler   |
| 1987             | Liliane Saint-Pierre          | "Soldiers of Love"                | Nederländska, engelska | 11                 | 56                 | Inga semifinaler   | Inga semifinaler   |
| 1988             | Reynaert                      | "Laissez briller le soleil"       | Franska                | 18                 | 5                  | Inga semifinaler   | Inga semifinaler   |
| 1989             | Ingeborg                      | "Door de wind"                    | Nederländska           | 19                 | 13                 | Inga semifinaler   | Inga semifinaler   |
| 1990             | Philippe Lafontaine           | "Macédomienne"                    | Franska                | 12                 | 46                 | Inga semifinaler   | Inga semifinaler   |
| 1991             | Clouseau                      | "Geef het op"                     | Nederländska           | 16                 | 23                 | Inga semifinaler   | Inga semifinaler   |
| 1992             | Morgane                       | "Nous, on veut des violons"       | Franska                | 20                 | 11                 | Inga semifinaler   | Inga semifinaler   |
| 1993             | Barbara Dex                   | "Iemand als jij"                  | Nederländska           | 25                 | 3                  | Inga semifinaler   | Inga semifinaler   |
| Deltog inte 1994 |                               |                                   |                        |                    |                    |                    |                    |
| 1995             | Frédéric Etherlinck           | "La voix est libre"               | Franska                | 20                 | 8                  | Inga semifinaler   | Inga semifinaler   |
| 1996             | Lisa del Bo                   | "Liefde is een kaartspel"         | Nederländska           | 16                 | 22                 | 12                 | 45                 |
| Deltog inte 1997 |                               |                                   |                        |                    |                    |                    |                    |
| 1998             | Mélanie Cohl                  | "Dis oui"                         | Franska                | 6                  | 122                | Inga semifinaler   | Inga semifinaler   |
| 1999             | Vanessa Chinitor              | "Like the Wind"                   | Engelska               | 12                 | 38                 | Inga semifinaler   | Inga semifinaler   |
| 2000             | Nathalie Sorce                | "Envie de vivre"                  | Franska                | 24                 | 2                  | Inga semifinaler   | Inga semifinaler   |
| Deltog inte 2001 |                               |                                   |                        |                    |                    |                    |                    |
| 2002             | Sergio & The Ladies           | "Sister                           | Engelska               | 13                 | 33                 | Inga semifinaler   | Inga semifinaler   |
| 2003             | Urban Trad                    | "Sanomi"                          | Låtsasspråk            | 2                  | 165                | Inga semifinaler   | Inga semifinaler   |
| 2004             | Xandee                        | "1 Life"                          | Engelska               | 22                 | 7                  | Direktkvalificerad | Direktkvalificerad |
| 2005             | Nuno Resende                  | "Le grand soir"                   | Franska                | Kvalificerade inte | Kvalificerade inte | 22                 | 29                 |
| 2006             | Kate Ryan                     | "Je t'adore"                      | Engelska, franska      | Kvalificerade inte | Kvalificerade inte | 12                 | 69                 |
| 2007             | The KMG:s                     | "Love Power"                      | Engelska               | Kvalificerade inte | Kvalificerade inte | 26                 | 14                 |
| 2008             | Ishtar                        | "O Julissi"                       | Låtsasspråk            | Kvalificerade inte | Kvalificerade inte | 17                 | 16                 |
| 2009             | Patrick Ouchène               | "Copycat"                         | Engelska               | Kvalificerade inte | Kvalificerade inte | 17                 | 1                  |
| 2010             | Tom Dice                      | "Me and My Guitar"                | Engelska               | 6                  | 143                | 1                  | 167                |
| 2011             | Witloof Bay                   | "With Love Baby"                  | Engelska               | Kvalificerade inte | Kvalificerade inte | 11                 | 53                 |
| 2012             | Iris                          | "Would You?"                      | Engelska               | Kvalificerade inte | Kvalificerade inte | 17                 | 16                 |
| 2013             | Roberto Bellarosa             | "Love Kills"                      | Engelska               | 12                 | 71                 | 5                  | 75                 |
| 2014             | Axel Hirsoux                  | "Mother"                          | Engelska               | Kvalificerade inte | Kvalificerade inte | 14                 | 28                 |
| 2015             | Loïc Nottet                   | "Rhythm Inside"                   | Engelska               | 4                  | 217                | 2                  | 149                |
| 2016             | Laura Tesoro                  | "What's the Pressure"             | Engelska               | 10                 | 181                | 3                  | 274                |
| 2017             | Blanche                       | "City Lights"                     | Engelska               | 4                  | 363                | 4                  | 165                |
| 2018             | Sennek                        | "A Matter of Time"                | Engelska               | Kvalificerade inte | Kvalificerade inte | 12                 | 91                 |
| 2019             | Eliot                         | "Wake Up"                         | Engelska               | Kvalificerade inte | Kvalificerade inte | 13                 | 70                 |
| 2020             | Hooverphonic                  | "Release Me"                      | Engelska               | Tävlingen inställd | Tävlingen inställd | Tävlingen inställd | Tävlingen inställd |
| 2021             | Hooverphonic                  | "The Wrong Place"                 | Engelska               | 19                 | 74                 | 9                  | 117                |
| 2022             | Jérémie Makiese               | "Miss You"                        | Engelska               | 19                 | 64                 | 8                  | 151                |
| 2023             | Gustaph                       | "Because of You"                  | Engelska               | 7                  | 182                | 8                  | 90                 |
| 2024             | Mustii                        | "Before the Party's Over"         | Engelska               | Kvalificerade inte | Kvalificerade inte | 13                 | 18                 |
| 2025             | Red Sebastian                 | "Strobe Lights"                   | Engelska               | Kvalificerade inte | Kvalificerade inte | 14                 | 23                 |

## Röstningshistorik (1957–2025)[8]

### Belgien hargivitmest poäng till...
| Endast finaler | Endast finaler | Endast finaler |
| Nr             | Land           | Poäng          |
| -------------- | -------------- | -------------- |
| 1              | Frankrike      | 231            |
| 2              | Sverige        | 222            |
| 3              | Storbritannien | 205            |
| 4              | Nederländerna  | 204            |
| 5              | Italien        | 181            |

| Finaler och semifinaler | Finaler och semifinaler | Finaler och semifinaler |
| Nr                      | Land                    | Poäng                   |
| ----------------------- | ----------------------- | ----------------------- |
| 1                       | Nederländerna           | 310                     |
| 2                       | Sverige                 | 309                     |
| 3                       | Israel                  | 231                     |
| 4                       | Frankrike               | 231                     |
| 5                       | Irland                  | 219                     |

### Belgien harmottagitflest poäng från...
| Endast finaler | Endast finaler | Endast finaler |
| Nr             | Land           | Poäng          |
| -------------- | -------------- | -------------- |
| 1              | Nederländerna  | 203            |
| 2              | Frankrike      | 149            |
| 3              | Irland         | 140            |
| 4              | Portugal       | 134            |
| 5              | Storbritannien | 133            |

| Finaler och semifinaler | Finaler och semifinaler | Finaler och semifinaler |
| Nr                      | Land                    | Poäng                   |
| ----------------------- | ----------------------- | ----------------------- |
| 1                       | Nederländerna           | 286                     |
| 2                       | Frankrike               | 198                     |
| 3                       | Portugal                | 190                     |
| 4                       | Irland                  | 182                     |
| 5                       | Spanien                 | 179                     |

## Kommentatorer och röstningsavlämnare
| År   | Flamländsk Kommentator(er)             | Vallonsk Kommentator(er)                | Röstningsavlämnare                    |
| ---- | -------------------------------------- | --------------------------------------- | ------------------------------------- |
| 1956 | Nand Baert                             | Janine Lambotte                         | Belgien avlade aldrig några röster    |
| 1957 | Nic Bal                                | Janine Lambotte                         | Bert Leysen                           |
| 1958 | Nand Baert                             | Arlette Vincent                         | Paule Herreman                        |
| 1959 | Nic Bal                                | Paule Herreman                          | Bert Leysen                           |
| 1960 | Nic Bal                                | Georges Désir                           | Arlette Vincent                       |
| 1961 | Nic Bal                                | Robert Beauvais                         | Ward Bogaert                          |
| 1962 | Willem Duys                            | Nicole Védrès                           | Arlette Vincent                       |
| 1963 | Herman Verelst & Denise Maes           | Pierre Delhasse                         | Ward Bogaert                          |
| 1964 | Herman Verelst                         | Paule Herreman                          | André Hagon                           |
| 1965 | Herman Verelst                         | Paule Herreman                          | Nand Baert                            |
| 1966 | Herman Verelst                         | Paule Herreman                          | André Hagon                           |
| 1967 | Herman Verelst                         | Janine Lambotte                         | Jan Theys                             |
| 1968 | Herman Verelst                         | Janine Lambotte                         | André Hagon                           |
| 1969 | Herman Verelst                         | Paule Herreman                          | Ward Bogaert                          |
| 1970 | Herman Verelst                         | Claude Delacroix                        | André Hagon                           |
| 1971 | Herman Verelst                         | Janine Lambotte                         | Belgien hade ingen röstningsavlämnare |
| 1972 | Herman Verelst                         | Arlette Vincent                         | Belgien hade ingen röstningsavlämnare |
| 1973 | Herman Verelst                         | Paule Herreman                          | Belgien hade ingen röstningsavlämnare |
| 1974 | Herman Verelst                         | Georges Désir                           | André Hagon                           |
| 1975 | Herman Verelst                         | Paule Herreman                          | Ward Bogaert                          |
| 1976 | Luc Appermont                          | Georges Désir                           | André Hagon                           |
| 1977 | Luc Appermont                          | Paule Herreman                          | Anne Ploegaerts                       |
| 1978 | Luc Appermont                          | Claude Delacroix                        | André Hagon                           |
| 1979 | Luc Appermont                          | Paule Herreman                          | Anne Ploegaerts                       |
| 1980 | Luc Appermont                          | Jacques Mercier                         | Jacques Olivier                       |
| 1981 | Luc Appermont                          | Jacques Mercier                         | Walter De Meyere                      |
| 1982 | Luc Appermont                          | Jacques Mercier                         | Jacques Olivier                       |
| 1983 | Luc Appermont                          | Jacques Mercier                         | Anne Ploegaerts                       |
| 1984 | Luc Appermont                          | Jacques Mercier                         | Jacques Olivier                       |
| 1985 | Luc Appermont                          | Jacques Mercier                         | Anne Ploegaerts                       |
| 1986 | Luc Appermont                          | Patrick Duhamel                         | Jacques Olivier                       |
| 1987 | Luc Appermont                          | Claude Delacroix                        | Anne Ploegaerts                       |
| 1988 | Luc Appermont                          | Pierre Collard-Bovy                     | Jacques Olivier                       |
| 1989 | Luc Appermont                          | Jacques Mercier                         | Anne Ploegaerts                       |
| 1990 | Luc Appermont                          | Claude Delacroix                        | Jacques Olivier                       |
| 1991 | André Vermeulen                        | Claude Delacroix                        | Anne Ploegaerts                       |
| 1992 | André Vermeulen                        | Claude Delacroix                        | Jacques Olivier                       |
| 1993 | André Vermeulen                        | Claude Delacroix                        | Anne Ploegaerts                       |
| 1994 | André Vermeulen                        | Jean-Pierre Hautier                     | Belgien deltog inte                   |
| 1995 | André Vermeulen                        | Jean-Pierre Hautier                     | Marie-Françoise Renson                |
| 1996 | Michel Follet & Johan Verstreken       | Jean-Pierre Hautier & Sandra Kim        | Anne Ploegaerts                       |
| 1997 | André Vermeulen                        | Jean-Pierre Hautier                     | Belgien deltog inte                   |
| 1998 | André Vermeulen & Andrea Croonenberghs | Jean-Pierre Hautier                     | Marie-Hélène Vanderborght             |
| 1999 | André Vermeulen & Bart Peeters         | Jean-Pierre Hautier                     | Sabine De Vos                         |
| 2000 | André Vermeulen & Anja Daems           | Jean-Pierre Hautier                     | Thomas Van Hamme                      |
| 2001 | André Vermeulen & Anja Daems           | Jean-Pierre Hautier                     | Belgien deltog inte                   |
| 2002 | André Vermeulen & Bart Peeters         | Jean-Pierre Hautier                     | Geena Lisa                            |
| 2003 | André Vermeulen & Anja Daems           | Jean-Pierre Hautier                     | Corinne Boulangier                    |
| 2004 | André Vermeulen & Bart Peeters         | Jean-Pierre Hautier                     | Martine Prenen                        |
| 2005 | André Vermeulen & Anja Daems           | Jean-Pierre Hautier                     | Armelle Gysen                         |
| 2006 | André Vermeulen & Bart Peeters         | Jean-Pierre Hautier                     | Yasmine                               |
| 2007 | André Vermeulen & Anja Daems           | Jean-Pierre Hautier & Jean-Louis Lahaye | Maureen Louys                         |
| 2008 | André Vermeulen & Bart Peeters         | Jean-Pierre Hautier & Jean-Louis Lahaye | Sandrine Van Handenhoven              |
| 2009 | André Vermeulen & Anja Daems           | Jean-Pierre Hautier & Jean-Louis Lahaye | Maureen Louys                         |
| 2010 | André Vermeulen & Bart Peeters         | Jean-Pierre Hautier & Jean-Louis Lahaye | Katja Retsin                          |
| 2011 | André Vermeulen & Sven Pichal          | Jean-Pierre Hautier & Jean-Louis Lahaye | Maureen Louys                         |
| 2012 | André Vermeulen & Peter Van de Veire   | Jean-Pierre Hautier & Jean-Louis Lahaye | Peter Van de Veire                    |
| 2013 | André Vermeulen & Tom De Cock          | Maureen Louys & Jean-Louis Lahaye       | Barbara Louys                         |
| 2014 | Peter Van de Veire & Eva Daeleman      | Maureen Louys & Jean-Louis Lahaye       | Angelique Vlieghe                     |
| 2015 | Peter Van de Veire & Eva Daeleman      | Maureen Louys & Jean-Louis Lahaye       | Walid                                 |
| 2016 | Peter Van de Veire                     | Maureen Louys & Jean-Louis Lahaye       | Umesh Vangaver                        |
| 2017 | Peter Van de Veire                     | Maureen Louys & Jean-Louis Lahaye       | Fanny Gillard                         |
| 2018 | Peter Van de Veire                     | Maureen Louys & Jean-Louis Lahaye       | Danira Boukhriss                      |
| 2019 | Peter Van de Veire                     | Maureen Louys & Jean-Louis Lahaye       | David Jeanmotte                       |
| 2020 | Tävlingen ställdes in                  | Tävlingen ställdes in                   | Tävlingen ställdes in                 |
| 2021 | Peter Van de Veire                     | Jean-Louis Lahaye & Fanny Jandrain      | Danira Boukhriss                      |
| 2022 | Peter Van de Veire                     | Maureen Louys & Jean-Louis Lahaye       | David Jeanmotte                       |
| 2023 | Peter Van de Veire                     | Maureen Louys & Jean-Louis Lahaye       | Bart Cannaerts                        |
| 2024 | Peter Van de Veire                     | Maureen Louys & Jean-Louis Lahaye       | Livia Dushkoff                        |